# Nikodemusevangelium
Das Nikodemusevangelium (EvNik) ist ein apokryphes Passionsevangelium mit einer reichen Wirkungsgeschichte bis in die frühe Neuzeit. Darüber hinaus übte das EvNik erheblichen Einfluss auf die mittelalterliche Kunst und Literatur aus. Es wird um 310–320 oder in die Mitte des 4. Jahrhunderts datiert. Der erste Teil ist auch als „Pilatusakten“ (lateinisch Acta Pilati) bekannt.
Die Schrift besteht aus drei Teilen: 1. Darstellung des Prozesses und der Kreuzigung Jesu (Pilatusakten) 2. Gefangennahme und Befreiung des Joseph von Arimathäa, 3. Abstieg Christi in die Unterwelt (lateinisch: Descensus Christi ad inferos). Die Bezeichnung „Nikodemusevangelium“ bezieht sich auf die fiktiven Angaben zur Überlieferung am Anfang der Schrift. Dort wird der Text als Übersetzung ins Griechische ausgegeben; als Übersetzer wird „Ananias“ genannt, der ein römisch-kaiserlicher Leibgardist im Offiziersrang gewesen sein soll und einen hebräischen Text zugrunde gelegt habe, der von Nikodemus stamme. Dieser war nach dem Zeugnis des Johannesevangeliums bei der Grablegung Jesu anwesend.
Die Pilatusakten sind nicht zu verwechseln mit dem angeblichen Brief des Statthalters Pilatus an Kaiser Tiberius, der über Jesu Wunder berichtet.

## Inhalt

### Teil 1: Prozess und Kreuzigung Jesu
Die „Pilatusakten“ (Kap. I–XI) enthalten Ausschmückungen um den Prozess, die Grablegung und die Auferstehung Jesu mit der deutlichen Tendenz, die Figur des Pilatus auf Kosten der jüdischen Führung des Sanhedrin von der Verantwortung für den Tod Jesu zu entlasten. In einem ausführlichen Auferstehungsbericht bezeugen jüdische Synagogenvorsteher und Priester die Auferstehung.
Im Prolog wird die Kreuzigung in das 19. Regierungsjahr von Tiberius, am 8. Tag vor den Kalenden des April, dem 25. März datiert.
Auf die Pilatusakten gehen die im Mittelalter populären Legenden vom Schweißtuch der Veronika und vom Soldaten Longinus zurück, der Jesus mit dem Speer in die Seite gestochen (vgl. Joh 19,34 ) und sich später dem christlichen Glauben zugewandt haben soll. Auch erhalten die zwei Schächer, die mit Jesus gekreuzigt wurden, hier ihre traditionellen Namen Gestas und Dysmas. Letzterem verspricht Jesus das Paradies (9,4).

### Teil 2: Gefangennahme und Befreiung Josephs von Arimathäa
Josef von Arimathäas Schicksal (Kap. XII–XVI), der nach den kanonischen Evangelien den Leichnam Jesu in seinem eigenen Grab bestattet hat, wird eingehend geschildert und mit dem Ergehen Jesu parallel gesetzt: Ereignisse in Galiläa und Judäa bilden einen Rahmen um die Handlung in Jerusalem, wo wegen der erdrückenden Zeugenlast langsam ein Umdenken bei den Mitgliedern des Hohen Rates einsetzt.
Der Hohe Rat lässt Josef zunächst festnehmen und einsperren. Am Sabbat will der Rat über ihn zu Gericht sitzen. Sein Gefängnis wird allerdings leer vorgefunden, was Furcht und Bestürzung auslöst. An die ebenfalls eingekerkerten „zwölf Zeugen“ traut sich der Rat nicht mehr heran (XII,2).
Die Wachleute, die das Grab Jesu auf Bitten der Juden bewacht hatten, berichten dem Hohen Rat, es habe ein Erdbeben gegeben, ein Engel sei vom Himmel herabgestiegen, habe den Frauen am Grab Mut zugesprochen und von der Auferstehung Jesu gesprochen (XIII,1; vgl. Mt 28,5–7).
Ein Verhör, das der Rat mit den Wachleuten durchführt, entwickelt sich zu einem Streitgespräch. Die Wachleute bezeugen schließlich zweifach Jesu Auferstehung, stoßen aber auf Unglauben. Die Juden fürchten einen öffentlichen Aufruhr und bestechen die Soldaten, damit sie aussagen, in der Nacht hätten die Jünger Jesus gestohlen (XIII,3).
Die harte Haltung des Rates wird im 14. Kapitel von Zeugen erschüttert, die aus Galiläa kommend berichten, sie hätten auf ihrem Weg von Galiläa nach Jerusalem Jesus mit seinen Jüngern und auch seine Himmelfahrt gesehen. Sie werden zum Stillschweigen verpflichtet und zurückgeschickt (XIV,2). Der Rat, beeindruckt von der Rede des Nikodemus und dem Bericht, Josef von Arimathäa sei lebendig gesehen worden, schreibt einen reumütigen Brief an Josef und bittet ihn, nach Jerusalem zu kommen (XV,2). Dessen Einzug in die Stadt gerät zum Triumph, er wird vom Volk bejubelt. Seine Aufnahme beim Rat ist dagegen unfreundlich und (noch) von Skepsis geprägt. Josef muss berichten, wie er dem Gefängnis entkommen ist (XV,5). Er erzählt, wie er vom auferstandenen Jesus befreit worden sei (XV,6).
Im Zentrum des sechzehnten Kapitels steht die Umkehr der Juden in Jerusalem. Die Auferstehung Christi wird als real akzeptiert. Das Volk beantwortet die entsprechenden Verlautbarungen des Hohen Rats mit einem Lobgesang auf Gott (XVI,8).

### Teil 3: Abstieg Christi in die Unterwelt
Die Kapitel XVII–XXVII bilden eine wahrscheinlich im 6. Jahrhundert in lateinischer Sprache entstandene Ergänzung, die den Abstieg Christi in die Unterwelt (lat.: Descensus ad inferos) beschreibt und von der Unterwelt als Ort, an dem sich die Seelen der Gerechten seit Adam befinden, berichtet (siehe Limbus patrum). Diese Ergänzung soll die „Lücke“ zwischen der Grablegung und der Auferstehung füllen.

## Überlieferungsgeschichte und literarischer Charakter
Die Rahmenerzählung bzw. die Fundlegende der „Acta Pilati“ datiert ins 18. Regierungsjahr des Kaisers Theodosius II. (1. September 425 – 1. September 426). Für die Existenz des hebräischen Originaltextes, den der Verfasser Ananias ins Griechische übersetzt haben will, gibt es keine Hinweise, so dass die Inhalte als Legende gelten. Es existieren Übersetzungen der „Acta Pilati“ in lateinischer, koptischer, syrischer, armenischer und altslavischer Sprache.
Weitere historische Bezüge zu den Pilatusakten sind spekulativ. So verweist einer der Apologeten des 2. Jahrhunderts, Justin der Märtyrer, in seiner 1. Apologie zweimal (Kap. 35 und 48) auf Akten des Prozesses Jesus vor dem römischen Statthalter der Provinz Judäa, Pontius Pilatus:

„Dass er das wirklich getan hat, könnt ihr aus den unter Pontius Pilatus angefertigten Akten ersehen.“

Aufgrund des Kontextes bei Justin, der sich auf bisher nicht nachweisbare Tabellen des Zensus unter Quirinus beruft (1. Apologie, 34,2), werden auch seine Angaben zu den „Akten“ für historisch unzuverlässig gehalten.
Auch Textinhalte der Pilatusakten selbst sprechen gegen ihre Glaubwürdigkeit. So wird z. B. behauptet:

„Als Jesus vor Pilatus gebracht wurde, verbeugten sich die kaiserlichen Bilder auf den Standarten und huldigten ihm.“

Es gehört jedoch zu den gesicherten historischen Tatsachen, dass die Abbilder, welche die römischen Standarten krönten, aus Rücksicht auf Juden und aufgrund des Status von Jerusalem als einer heiligen Stadt außerhalb der Stadtmauern blieben, wenn die Verbände, denen sie gehörten, in die Stadt einzogen. Dieser Zustand änderte sich erst im Jahr 70. Auch nach Flavius Josephus (Bellum judaicum II 169–174; Antiquitates XVIII 55–59) kam Pilatus in Schwierigkeiten, als er darauf bestand, die Standarte mit dem Abbild des Kaisers durch die Mauern der Stadt ins Innere der Stadt zu bringen. Pilatus musste demnach dem Unwillen des jüdischen Volkes nachgeben. Der Autor der Pilatusakten hatte offenbar von diesen historischen Zusammenhängen keine Kenntnis.
Gemäß einer nach aktuellem Forschungsstand letztlich unsicheren Hypothese zur Entstehung des Textes könnte es sich ursprünglich um zwei selbständige Texte gehandelt haben, deren erster die Teile 1 und 2 umfasst hätte. Der Text der Pilatusakten hat viele Bearbeitungen und Ergänzungen bis ins Spätmittelalter hinein erfahren. So berichtet eine mittelenglische Version, wie Josef von Arimathäa den Heiligen Gral nach der Kreuzigung nach England gebracht und dort versteckt habe.
Stark rezipiert wurde die Schrift auch in der Kunstgeschichte. So gehen viele mittelalterliche Bilder auf Berichte aus den Pilatusakten zurück. Auch zeitgenössische Literatur und der Film nahmen sich des Materials an.
Maßgebend ist bis heute die Ausgabe der griechischen und lateinischen Texte von Konstantin von Tischendorf in seinen Evangelia Apocrypha.
Die älteste bekannte deutschsprachige Fassung stammt von Heinrich von Hesler und wurde zwischen 1215 und 1225 gefertigt. Ein dazugehöriges Fragment wurde 2019 im Altbestand der Reformationsgeschichtlichen Forschungsbibliothek Wittenberg entdeckt und im darauffolgenden Jahr erstmals öffentlich gezeigt. Parallel dazu wurde auch eine auszugsweise Abschrift des St. Trudperter Hohesliedes, die ebenfalls aus dem 13. Jahrhundert stammt, in den Beständen aufgefunden.

### Ausgaben
- Konstantin von Tischendorf (Hrsg.): Evangelia apocrypha, 2. Aufl. Leipzig: 1876. S. 210–486
- Achim Masser (Hrsg.): Dat ewangelium Nicodemi van deme lidende vnses heren Ihesu Christi. 2 mittelniederdeutsche Fassungen; Texte des späten Mittelalters und der frühen Neuzeit, 29; Berlin: E. Schmidt, 1978; ISBN 3-503-00763-6
- Achim Masser (Hrsg.):	Das Evangelium Nicodemi in spätmittelalterlicher deutscher Prosa: Texte; Germanische Bibliothek: Reihe 4, Texte und Kommentar; Heidelberg: Winter, 1987; ISBN 3-533-03612-X

### Sekundärliteratur
- Jean-Daniel Dubois: Nikodemusevangelium/Pilatusakten. In: Religion in Geschichte und Gegenwart (RGG). 4. Auflage. Band 6, Mohr-Siebeck, Tübingen 2003, Sp. 324f.
- Matthew Z. Heintzelman: The acts of Pilate. An isolation force in the Frankfurt passion play 1493. UMI, Ann Arbor, Mich. 2000 (zugl. university thesis, Chicago, Ill.)
- Zbiegniew Izydorczyk: The medieval gospel of Nicodemus. Texts, interprets and contexts in Western Europe. State University, Temple, Arizona 1997, ISBN 0-86698-198-5
- Monika Schärtl: „Nicht das ganze Volk will, dass er sterbe“. Die Pilatusakten als historische Quelle der Spätantike. Peter Lang: Frankfurt am Main 2011, ISBN 978-3-631-61043-5
- Monika Schärtl: Das Nikodemusevangelium, die Pilatusakten und die „Höllenfahrt Christi“ in: Christoph Markschies, Jens Schröter: Antike christliche Apokryphen in deutscher Übersetzung; I. Band Evangelien und Verwandtes, Mohr Siebeck, Tübingen 2012. S. 231–261.
- Felix Scheidweiler: Nikodemusevangelium. Pilatusakten und Höllenfahrt Christi, in: Wilhelm Schneemelcher (Hrsg.): Neutestamentliche Apokryphen in deutscher Übersetzung I, 6. Auflage, Tübingen 1999, S. 395–424.
- Richard Wülcker: Das Evangelium Nicodemi in der abendländischen Literatur,  Ferdinand Schöningh, Paderborn 1872.

### Belletristik
- Lloyd C. Douglas: Das Gewand des Erlösers. Roman. Verlag Heidi Kraus, Hofheim/T. 1992